# Netelia testacea
Netelia testacea är en stekelart som först beskrevs av Johann Ludwig Christian Gravenhorst 1829.  Netelia testacea ingår i släktet Netelia och familjen brokparasitsteklar. Arten är reproducerande i Sverige. Inga underarter finns listade i Catalogue of Life.